# Bálsamo de Canadá
Bálsamo de Canadá, también llamado trementina de Canadá o bálsamo de abeto, la trementina está hecho de la resina del árbol de abeto balsámico (Abies balsamea) de América del Norte boreal. La resina, disuelta en aceites esenciales, es un líquido viscoso, pegajoso, incoloro o amarillento que se convierte en una masa de color amarillento transparente cuando los aceites esenciales se han dejado evaporar.
El Bálsamo de Canadá es amorfo cuando se seca. Puesto que no se cristaliza con la edad, sus propiedades ópticas no se deterioran.[cita requerida] Sin embargo, tiene pobre resistencia térmica y a solvente.

## Usos

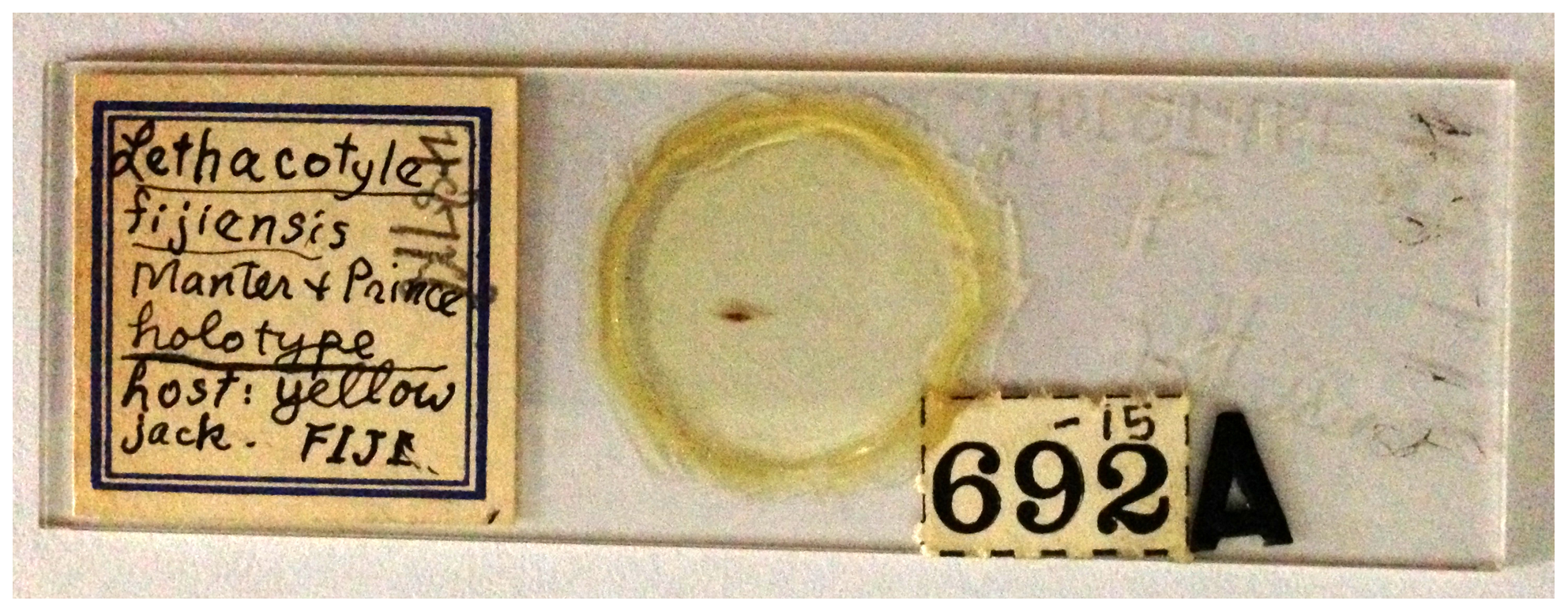
Slide of 60-year-old holotype specimen of a flatworm (Lethacotyle fijiensis) permanently mounted in Canada balsam

Debido a su alta calidad óptica y la similitud de su índice de refracción a la del vidrio corona (n = 1,55), El bálsamo de Canadá purificado y filtrado se ha utilizado tradicionalmente en la óptica como un pegamento invisible cuando se seca para el vidrio, tales como elementos de lente. Las lentes pegadas con bálsamo de Canadá (o con los demás pegamentos similares), son llamadas lentes cementadas. Además, otros elementos ópticos pueden ser cementados con bálsamo de Canadá, por ejemplo, dos prismas unidos para formar un divisor de haz. El bálsamo se dejó de usar como  adhesivo óptico durante La Segunda Guerra Mundial, a favor de poliéster, epoxi, y adhesivos a base de uretano. En la fabricación de óptica moderna, epoxis de curado UV se utilizan a menudo para unir elementos de la lente.
Bálsamo de Canadá también se utiliza comúnmente para la fabricación de portaobjetos de microscopio permanentes. En la biología, por ejemplo, se puede utilizar para conservar muestras microscópicas intercalando la muestra entre un portaobjetos de microscopio y un cubreobjetos de vidrio, utilizando el bálsamo de Canadá para pegar la disposición en conjunto y encerrar la muestra para conservarla. 

### Xileno bálsamo
Es el bálsamo de Canadá disuelto en xileno, también se utiliza para la preparación de los montajes de diapositivas. Algunos trabajadores prefieren resina de terpeno para los portaobjetos de montaje, ya que es menos ácido y más barato que el bálsamo. Las resinas sintéticas han sustituido en gran medida bálsamos orgánicos para tales aplicaciones. 
Otra aplicación importante de bálsamo de Canadá es en la construcción del prisma de Nicol. Un prisma de Nicol consiste en un cristal de calcita cortado en dos mitades. El Bálsamo de Canadá se coloca entre las dos capas. La calcita es un cristal anisotrópico y tiene diferentes índices de refracción para los rayos polarizados en direcciones paralelas y perpendiculares a lo largo de su eje óptico. Estos rayos con diferentes índices de refracción son conocidos como los rayos ordinarios y extraordinarios. El índice de refracción de bálsamo de Canadá se encuentra entre el índice de refracción de los rayos ordinarios y extraordinarios. Por lo tanto el rayo ordinario será totalmente reflejada internamente. El rayo emergente será linealmente polarizada, y tradicionalmente esta ha sido una de las maneras más populares de la producción de luz polarizada.
Algunos otros usos, (tradicionales y actuales), incluyen:
- En geología, se utiliza como un cemento y pegamento común de sección delgada cemento, y para los estudios y pruebas de índice de refracción, como la prueba de la línea de Becke;
- Para arreglar los arañazos en el vidrio (vidrio del coche, por ejemplo), tan invisible como sea posible;
- En la pintura al óleo, para lograr brillo y facilitar la fusión;
- En el jarabe para la tos de Buckley.